# Keisuke Kuwata
Keisuke Kuwata (桑田 佳祐, "Kuwata Keisuke", nació el 26 de febrero de 1956, en Chigasaki, prefectura de Kanagawa, Japón. Es un músico, cantante, compositor, productor y director de cine japonés. Líder de la banda Southern All Stars, forma parte también de la banda Kuwata Band, y ha colaborado con varias bandas, y músicos japoneses como: Mr. Children, Utada Hikaru, Yumi Matsutoya, entre otros. Estudio en la Universidad de Aoyama

## Biografía
Keisuke se crio en Chigasaki, Japón. En 1975 durante su estancia en la universidad, y en su ambiente musical conoce a Yuko Hara, quien pasó a formar parte de la banda, como tecladista y corista, poco después entablaría un noviazgo con ella y años más tarde, en 1982 contraerían matrimonio del cual nacieron dos hijos. Ambos comparten su afición por el género Blues.

## Anuncio sobre su enfermedad
El 28 de julio de 2010 Keisuke anunció que padecía de Cáncer de esófago y que sería intervenido quirúrgicamente, la operación fue un éxito, pero debido a su recuperación, no se le volvió a ver en el escenario, hasta junio de 2011.

## Álbum
- [1988.07.09] Keisuke Kuwata
- [1992.06.27] From Yesterday (フロム イエスタデイ) (best album)
- [1994.09.23] Kodoku no Taiyou (孤独の太陽)
- [2002.09.26] ROCK AND ROLL HERO
- [2002.11.27] TOP OF THE POPS (best album)
- [2011.02.23] MUSICMAN

## Laser Disc, VHS, DVD, Blu-ray Disc
- [1991.10.02] Acoustic Revolution Live at Nissin Power Station 1991.3.26
- [1994.12.21] Subete no Uta ni Sangeshina!! -Kuwata Keisuke LIVE TOUR '94-
- [1997.03.05] Yves Monta Late Show ~Choukyori Kashu no Kodoku in Jazz Cafe~
- [2002.12.11] Kuwata Keisuke Video Clips 2001~2002 D.V.D WONDER WEAR.
- [2003.03.26] Kuwata Keisuke Live Video "Keisuke-san, Video-mo Iroiro to Taihen ne.
- [2008.03.12] Kuwata-san no Oshigoto 07/08 ~Miwaku no AV Maria-ge~
- [2009.03.25] Shouwa Hachijuusan Nen Go! Hitori Kouhaku Utagassen
- [2011.11.16]  Keisuke Kuwata – Miyagi Live~Asu e no March!!~

## Singles
- [1987.10.06] Kanashii Kimochi (JUST A MAN IN LOVE)
- [1988.03.16] Itsuka Dokoka de (I FEEL THE ECHO)
- [1993.10.06] Mayonaka no Dandy
- [1994.08.24] Tsuki
- [1994.10.31] Matsuri no Ato
- [2001.07.04] Naminori Johnny
- [2001.10.24] Shiroi Koibitotachi
- [2002.06.26] Tokyo
- [2007.05.16] Ashita Hareru Kana
- [2007.08.22] Kaze no Uta wo Kikasete
- [2007.12.05] Darling
- [2009.12.09] Kimi ni Sayonara wo
- [2010.08.25] Honto wa Kowai Ai to Romance
- [2011.08.05] Asu e no March / Let's try again ~kuwata keisuke ver.~ / Hadaka DE Ondo ~Matsuri da!! Naked~

## Colaboraciones con otros artistas
- [1982]Kuwata Keisuke, Yuzo Kamon & Victor Wheels Live!
- [1991] Kuri Forever Super Chimpanzee
- [1995.01.23] Kuwata Keisuke & Mr.Children - Kiseki no Hoshi